# Kann's
S. Kann Sons Co., beter bekend als Kann's, was een warenhuis in Washington, D.C. Het was het tweede warenhuis van de stad en was een pionier op het gebied van het één-prijsbeleid en het concept "de klant heeft altijd gelijk" in de detailhandel in Washington, D.C. In de winkels konden consumenten hun producten retourneren tegen contant geld.

## Geschiedenis
Het bedrijf werd in 1893 door Louis, Solomon en Sigmund Kann opgericht in Washington D.C. De familie uit Baltimore kwam oorspronkelijk in 1890 naar Washington om de winkel van Abe Kaufman op 909 Pennsylvania Avenue, NW, te liquideren en keerde daarna terug om er een permanent bedrijf op te zetten. De winkel bleef tot 1971 in familiebezit, toen deze werd verkocht aan L.S. Good and Co. uit Wheeling, West Virginia. Het bedrijf werd in 1975 gesloten.

## Vlaggenschipwinkel
Het hoofdkantoor van S. Kann Sons Co. was gevestigd op 8th Street en Market Place, NW, op Pennsylvania Avenue, in het winkelgebied in het centrum van Washington, D.C. Na de oprichting op deze locatie in 1893 breidde het bedrijf zich uit naar aangrenzende winkelpanden tot 1913, toen het begon met een grote uitbreiding naar vier verdiepingen en de bouw van een restaurant. In 1959 kreeg het bedrijf goedkeuring van de Fine Arts Commission om zijn verschillende 19e-eeuwse winkelpuien te integreren met geanodiseerd aluminium plaatmateriaal, als onderdeel van een renovatie- en moderniseringsproject van $ 500.000. 
Na de sluiting in 1975 bleef de winkel leegstaan totdat deze in 1978 voor $ 4,275 miljoen werd gekocht door de Pennsylvania Avenue Development Corporation (PADC). De PADC kocht de locatie om er een woningen van te maken. 
Op 31 maart 1979 brak er brand uit in de voormalige vlaggenschipwinkel. De winkel werd onmiddellijk daarna gesloopt. Tijdens een hoorzitting voor de Amerikaanse Senaat rapporteerde brandweercommandant Carmel Del Bazo van Washington D.C. aan senator Patrick Leahy dat ‘de mogelijkheid van een accidentele oorzaak van de brand is uitgesloten’. Na de sloop bleef de locatie direct tegenover het National Archives Building braak liggen, totdat deze begin jaren 1990 werd herontwikkeld als Market Square.

## Virginia Square-winkel
Kann's was het tweede warenhuis in Washington D.C. dat een vestiging opende in een buitenwijk van het nabijgelegen Noord-Virginia. Slechts twee weken nadat de Hecht Company op 16 november 1951 haar winkel in het Parkington Shopping Center opende, opende Kann's zijn winkel op North Fairfax Drive en North Kirkwood Road in Arlington County, Virginia. De $ 4,5 miljoen kostende winkel met 3 verdiepingen, bekend als Kann's Virginia, werd geopend in samenwerking met het nabijgelegen Virginia Square Shopping Center. 
Bij de opening van de winkel waren er geïmporteerde eekhoornaapjes uit Brazilië, genaamd Teeny, Weeny, Eeny en Miney, om de kinderen op de schoenenafdeling te vermaken; een verpakkingsassemblagesysteem met behulp van transportbanden; een restaurant "Kannteen"; een klantenlounge; en een ziekenhuiskamer met aanwezige verpleegster. 
Na de sluiting in 1975 werd de winkel in 1979 overgenomen door de George Mason University, die het gebouw gebruikte voor haar campus in Arlington. Het gebouw werd eerst gebruikt voor de rechtenfaculteit en later voor de School of Public Policy. Het gebouw werd in 2021 gesloopt.